# Самтавісі (Каспський муніципалітет)
Самтавісі (груз. სამთავისი) — село в Грузії.
За даними перепису населення 2014 року в селі проживає 532 особи.